# Boi-ngo
Boi-Ngo (стилизировано как BOI-NGO) — шестой студийный альбом нью-вейв-группы Oingo Boingo, выпущенный в 1987 году.

## Производство
Boi-Ngo был третьим альбомом Oingo Boingo, который самостоятельно спродюсировали Дэнни Эльфман и Стив Бартек (включая So-Lo). Треки «Pain», «We Close Our Eyes» и «Not My Slave» были выпущены как синглы.
Несколько других песен — «Remember My Name», «Inside», «Mama», «Find You» и «Happy» — были записаны для альбома, но не вошли. Была также записана более ранняя песня «Cinderella Undercover» (впервые написанная для Only a Lad шестью годами ранее), но вырезанная из релиза. «Mama» была выпущена ограниченным тиражом на 7-дюймовом виниловом бокс-сет-издании альбома, включенном в качестве финального трека альбома. Новые записи «Cinderella Undercover» и «Mama» впоследствии были представлены на «живом в студии» альбоме 1988 года Boingo Alive. «Happy» была выпущена под именем Дэнни Эльфмана для саундтрека к фильму «Летняя школа» (1987).

## В фильмах и на телевидении
«Home Again» звучит во время титров фильмов Мудрость (1986) и «Один дома 3» (1997).
«Not My Slave» появляется в фильме «Дикая штучка» (1986), ненадолго прозвучав в автомобильном радио. Версия, использованная в фильме (и впоследствии включенная в саундтрек), отличается от версии альбома.
«We Close Our Eyes» звучит в финальной сцене финального эпизода сериала «Ясновидец», «Финал» (2014) и продолжается до финальных титров.

## Список композиций
Слова и музыка всех песен — Дэнни Эльфмана.
| №  | Название                     | Длительность |
| -- | ---------------------------- | ------------ |
| 1. | «Home Again»                 | 5:12         |
| 2. | «Where Do All My Friends Go» | 4:28         |
| 3. | «Elevator Man»               | 4:30         |
| 4. | «New Generation»             | 5:14         |

| №  | Название            | Длительность |
| -- | ------------------- | ------------ |
| 5. | «We Close Our Eyes» | 3:37         |
| 6. | «Not My Slave»      | 4:41         |
| 7. | «My Life»           | 4:34         |
| 8. | «Outrageous»        | 3:44         |
| 9. | «Pain»              | 4:26         |

| №   | Название | Длительность |
| --- | -------- | ------------ |
| 10. | «Mama»   | 4:22         |

## Участники записи
Oingo Boingo
- Джон Авила[англ.] — бас-гитара, вокал
- Стив Бартек — гитары
- Майк Бачич — клавишные
- Дэнни Эльфман — вокал, ритм-гитара
- Джонни (Ватос) Эрнандес — ударные, перкуссия
- Сэм Фиппс[англ.] — тенор-саксофон
- Леон Шнайдерман — баритон-саксофон
- Дейл Тёрнер[англ.] — труба

Дополнительные музыканты
- Брюс Фаулер[англ.] — тромбон
- Кармен Туилли — бэк-вокал («Pain»)
- Максин Уотерс — бэк-вокал («Pain»)
- Майкл Влаткович — тромбон

Технический персонал
- Дэнни Эльфман — сопродюсер
- Стив Бартек — сопродюсер
- Билл Джексон — звукоинженер; микширование («Where Do All My Friends Go», «Elevator Man», «Not My Slave», «Outrageous»)
- Майкл Фронделли — сведение («Home Again», «New Generation», «Pain»)
- Умберто Гатика[англ.] — сведение («We Close Our Eyes», «My Life»)
- Джон Авила — заместитель вокального продюсера
- Лаура Энгель — помощник продюсера студии
- Дэвид Найт — второй инженер звукозаписи
- Джимми Прециози H.R.E. — второй инженер звукозаписи, второй инженер по микшированию (Sunset Sound)
- Джуди Клэпп — второй инженер по микшированию (Capitol)
- Карен Сигал — второй инженер по микшированию (Lion Share)
- Уолли Трауготт — мастеринг
- Вартан[англ.] — художественное направление
- Майк Финк — дизайн
- Аарон Рапопорт[англ.] — фотография

## Чарты
| Чарт (1986/87)                | Высшая позиция |
| ----------------------------- | -------------- |
| Австралия (Kent Music Report) | 98             |
| США (Billboard 200)           | 77             |

## Кавер-версии
- Сюзанна Хоффс записала свою версию песни «We Close Our Eyes» для фильма 1992 года «Баффи — истребительница вампиров».
- Allister записали свою версию «We Close Our Eyes» для фильма 2004 года «Ночная тусовка».
- Ninja Sex Party[англ.] записали свою версию «We Close Our Eyes» для своего альбома 2016 года Under the Covers[англ.].